# 6.ª etapa do Tour de France de 2019
A 6.ª etapa do Tour de France de 2019 teve lugar a 11 de julho de 2019 entre Mulhouse e Passe des Belles Filles sobre um percurso de 157 km e foi vencida pelo belga Dylan Teuns da Bahrain Merida depois de ser o mais forte da escapada do dia. O italiano Giulio Ciccone da Trek-Segafredo, segundo classificado na etapa, arrebatou o maillot jaune a Julian Alaphilippe por apenas 6 segundos.

## Classificação da etapa
| \| Classificação por etapas \| Classificação por etapas \| Classificação por etapas \| Classificação por etapas \| Classificação por etapas \| \| Ciclista \| Ciclista \| Equipe \| Tempo \| \| \| ------------------------ \| ------------------------ \| ------------------------ \| ------------------------ \| ------------------------ \| \| 1. \| Dylan Teuns \| Bahrain-Merida \| 4h29m03s \| \| \| 2. \| Giulio Ciccone \| Trek-Segafredo \| + 11s \| \| \| 3. \| Xandro Meurisse \| Wanty-Gobert \| + 1m05s \| \| \| 4. \| Geraint Thomas \| Team Ineos \| + 1m44s \| \| \| 5. \| Thibaut Pinot \| Groupama-FDJ \| + 1m46s \| \| \| 6. \| Julian Alaphilippe \| Deceuninck-Quick Step \| + 1m46s \| \| \| 7. \| Nairo Quintana \| Movistar Team \| + 1m51s \| \| \| 8. \| Emanuel Buchmann \| Bora-Hansgrohe \| + 1m51s \| \| \| 9. \| Jakob Fuglsang \| Astana \| + 1m53s \| \| \| 10. \| Mikel Landa \| Movistar Team \| + 1m53s \| \| |                    |                       |          |
| |                    |                       |          |
| Fonte: ProCyclingStats |                    |                       |          |
| Classificação por etapas |                    |                       |          |
| Ciclista | Ciclista           | Equipe                | Tempo    |
| 1. | Dylan Teuns        | Bahrain-Merida        | 4h29m03s |
| 2. | Giulio Ciccone     | Trek-Segafredo        | + 11s    |
| 3. | Xandro Meurisse    | Wanty-Gobert          | + 1m05s  |
| 4. | Geraint Thomas     | Team Ineos            | + 1m44s  |
| 5. | Thibaut Pinot      | Groupama-FDJ          | + 1m46s  |
| 6. | Julian Alaphilippe | Deceuninck-Quick Step | + 1m46s  |
| 7. | Nairo Quintana     | Movistar Team         | + 1m51s  |
| 8. | Emanuel Buchmann   | Bora-Hansgrohe        | + 1m51s  |
| 9. | Jakob Fuglsang     | Astana                | + 1m53s  |
| 10. | Mikel Landa        | Movistar Team         | + 1m53s  |

## Classificações ao final da etapa

### Classificação geral(Maillot Jaune)
| \| Classificação geral \| Classificação geral \| Classificação geral \| Classificação geral \| Classificação geral \| \| Ciclista \| Ciclista \| Equipe \| Tempo \| \| \| ------------------- \| ------------------- \| --------------------- \| ------------------- \| ------------------- \| \| 1. \| Giulio Ciccone \| Trek-Segafredo \| 23h14m55s \| \| \| 2. \| Julian Alaphilippe \| Deceuninck-Quick Step \| + 6s \| \| \| 3. \| Dylan Teuns \| Bahrain-Merida \| + 32s \| \| \| 4. \| George Bennett \| Team Jumbo-Visma \| + 47s \| \| \| 5. \| Geraint Thomas \| Team Ineos \| + 49s \| \| \| 6. \| Egan Bernal \| Team Ineos \| + 53s \| \| \| 7. \| Thibaut Pinot \| Groupama-FDJ \| + 58s \| \| \| 8. \| Steven Kruijswijk \| Team Jumbo-Visma \| + 1m04s \| \| \| 9. \| Michael Woods \| EF Education First \| + 1m13s \| \| \| 10. \| Rigoberto Urán \| EF Education First \| + 1m15s \| \| |                    |                       |           |
| |                    |                       |           |
| Fonte: ProCyclingStats |                    |                       |           |
| Classificação geral |                    |                       |           |
| Ciclista | Ciclista           | Equipe                | Tempo     |
| 1. | Giulio Ciccone     | Trek-Segafredo        | 23h14m55s |
| 2. | Julian Alaphilippe | Deceuninck-Quick Step | + 6s      |
| 3. | Dylan Teuns        | Bahrain-Merida        | + 32s     |
| 4. | George Bennett     | Team Jumbo-Visma      | + 47s     |
| 5. | Geraint Thomas     | Team Ineos            | + 49s     |
| 6. | Egan Bernal        | Team Ineos            | + 53s     |
| 7. | Thibaut Pinot      | Groupama-FDJ          | + 58s     |
| 8. | Steven Kruijswijk  | Team Jumbo-Visma      | + 1m04s   |
| 9. | Michael Woods      | EF Education First    | + 1m13s   |
| 10. | Rigoberto Urán     | EF Education First    | + 1m15s   |

### Classificação por pontos(Maillot Vert)
| Classificação por pontos | Classificação por pontos | Classificação por pontos | Classificação por pontos | Classificação por pontos |
| Ciclista                 | Ciclista                 | Equipe                   | Pontos                   |                          |
| ------------------------ | ------------------------ | ------------------------ | ------------------------ | ------------------------ |
| 1.                       | Peter Sagan              | Bora-Hansgrohe           | 144 pts                  |                          |
| 2.                       | Michael Matthews         | Team Sunweb              | 98 pts                   |                          |
| 3.                       | Elia Viviani             | Deceuninck-Quick Step    | 92 pts                   |                          |
| 4.                       | Sonny Colbrelli          | Bahrain-Merida           | 88 pts                   |                          |
| 5.                       | Matteo Trentin           | Mitchelton-Scott         | 75 pts                   |                          |
| 6.                       | Mike Teunissen           | Team Jumbo-Visma         | 64 pts                   |                          |
| 7.                       | Greg Van Avermaet        | CCC Team                 | 62 pts                   |                          |
| 8.                       | Jasper Stuyven           | Trek-Segafredo           | 48 pts                   |                          |
| 9.                       | Julian Alaphilippe       | Deceuninck-Quick Step    | 47 pts                   |                          |
| 10.                      | Caleb Ewan               | Lotto-Soudal             | 46 pts                   |                          |

### Classificação da montanha(Maillot à Pois Rouges)
| Classificação da montanha | Classificação da montanha | Classificação da montanha  | Classificação da montanha | Classificação da montanha |
| Ciclista                  | Ciclista                  | Equipe                     | Pontos                    |                           |
| ------------------------- | ------------------------- | -------------------------- | ------------------------- | ------------------------- |
| 1.                        | Tim Wellens               | Lotto-Soudal               | 43 pts                    |                           |
| 2.                        | Giulio Ciccone            | Trek-Segafredo             | 30 pts                    |                           |
| 3.                        | Xandro Meurisse           | Wanty-Gobert               | 27 pts                    |                           |
| 4.                        | Dylan Teuns               | Bahrain-Merida             | 13 pts                    |                           |
| 5.                        | Natnael Berhane           | Cofidis, Solutions Crédits | 13 pts                    |                           |
| 6.                        | Toms Skujiņš              | Trek-Segafredo             | 9 pts                     |                           |
| 7.                        | Thomas De Gendt           | Lotto-Soudal               | 8 pts                     |                           |
| 8.                        | Geraint Thomas            | Team Ineos                 | 4 pts                     |                           |
| 9.                        | Simon Clarke              | EF Education First         | 4 pts                     |                           |
| 10.                       | Greg Van Avermaet         | CCC Team                   | 2 pts                     |                           |

### Classificação do melhor jovem(Maillot Blanc)
| Classificação dos jovens | Classificação dos jovens | Classificação dos jovens | Classificação dos jovens | Classificação dos jovens |
| Ciclista                 | Ciclista                 | Equipe                   | Tempo                    |                          |
| ------------------------ | ------------------------ | ------------------------ | ------------------------ | ------------------------ |
| 1.                       | Giulio Ciccone           | Trek-Segafredo           | 23h14m55s                |                          |
| 2.                       | Egan Bernal              | Team Ineos               | + 53s                    |                          |
| 3.                       | Enric Mas                | Deceuninck-Quick Step    | + 1m23s                  |                          |
| 4.                       | David Gaudu              | Groupama-FDJ             | + 1m52s                  |                          |
| 5.                       | Wout van Aert            | Team Jumbo-Visma         | + 13m20s                 |                          |
| 6.                       | Nils Politt              | Katusha-Alpecin          | + 16m11s                 |                          |
| 7.                       | Gregor Mühlberger        | Bora-Hansgrohe           | + 16m45s                 |                          |
| 8.                       | Maximilian Schachmann    | Bora-Hansgrohe           | + 16m53s                 |                          |
| 9.                       | Laurens De Plus          | Team Jumbo-Visma         | + 17m53s                 |                          |
| 10.                      | Tiesj Benoot             | Lotto-Soudal             | + 19m41s                 |                          |

### Classificação por equipas(Classement par Équipe)
| Classificação por equipes | Classificação por equipes | Classificação por equipes | Classificação por equipes |
| Equipe                    | Equipe                    | Tempo                     |                           |
| ------------------------- | ------------------------- | ------------------------- | ------------------------- |
| 1.                        | Trek-Segafredo            | 70h19m27s                 |                           |
| 2.                        | Movistar Team             | + 1m19s                   |                           |
| 3.                        | Groupama-FDJ              | + 2m04s                   |                           |
| 4.                        | EF Education First        | + 4m26s                   |                           |
| 5.                        | Ineos                     | + 7m46s                   |                           |
| 6.                        | Team Jumbo-Visma          | + 8m31s                   |                           |
| 7.                        | Bahrain-Merida            | + 10m20s                  |                           |
| 8.                        | UAE Team Emirates         | + 11m03s                  |                           |
| 9.                        | Astana                    | + 11m40s                  |                           |
| 10.                       | AG2R La Mondiale          | + 13m28s                  |                           |

## Abandonos
- Patrick Bevin, não tomou a saída porque tinha duas costelhas fracturadas devido a uma queda sofrida na 4.ª etapa.[2]
- Nicolas Edet, doente, abandonou durante o transcurso da etapa.[3]